# ALT (album)
Pour les articles homonymes, voir ALT.
Albums de Van der Graaf Generator
A Grounding in Numbers
(2011) Do Not Disturb
(2016)
ALT est le douzième album studio du groupe rock progressif britannique Van der Graaf Generator. Entièrement constitué de titres instrumentaux improvisés, il est sorti le 25 juin 2012.

## Titres
Toutes les chansons sont créditées à Hugh Banton, Guy Evans et Peter Hammill.
1. Earlybird – 4:01
2. Extractus – 1:39
3. Sackbutt – 1:54
4. Colossus – 6:33
5. Batty Loop – 1:11
6. Splendid – 3:46
7. Repeat After Me – 7:37
8. Elsewhere – 4:17
9. Here's One I Made Earlier – 5:41
10. Midnite or So – 3:32
11. D'Accord – 2:25
12. Mackerel Ate Them – 4:47
13. Tuesday, The Riff – 2:42
14. Dronus – 10:37

## Musiciens
- Peter Hammill : claviers, guitare électrique
- Hugh Banton : orgue, basse, pédales basse
- Guy Evans : batterie